# OLA (Ola Svensson)
OLA è il terzo album  del cantante svedese ed è l'album di debutto della sua casa discografica, la Oliniho Records.
È stato pubblicato in Svezia nel settembre 2010 e si è classificato nella posizione numero 3 della classifica degli album svedesi.

## Tracce - Bonus Track Version
| #   | Titolo               | Testi e musica                                                     | Durata |
| --- | -------------------- | ------------------------------------------------------------------ | ------ |
| 1.  | "All Over the World" | Alexander Kronlund, Tony Nilsson, Mirja Breitholtz, Ola Svensson   | 3:54   |
| 2.  | "Unstoppable"        | Alexander Kronlund, Hanif Sabzevari, Dimitri Stassos, Ola Svensson | 3:02   |
| 3.  | "Y.T.G"              | Lukas Hilbert, Alexander Kronlund, Linda Sundblad, Ola Svensson    | 3:24   |
| 4.  | "Riot"               | Tony Nilsson, Gavin Jones, Ola Svensson                            | 3:22   |
| 5.  | "Overdrive"          | Dimitri Stassos, Mikaela Stenström, Sharon Vaughn, Ola Svensson    | 3:39   |
| 6.  | "Beautiful Rain"     | Alexander Kronlund, Ola Svensson                                   | 3:50   |
| 7.  | "Busy doing nothing" | T. Ljungberg, P. Aldeheim, Ola Svensson                            | 3:40   |
| 8.  | "Still Remember"     | Alexander Kronlund, Ali Payami, Ola Svensson                       | 3:45   |
| 9.  | "Let it hit you"     | Alexander Kronlund, Timothy Mc Kenzie, Ola Svensson                | 3:37   |
| 10. | "Twisted memories"   | Sharon Vaughn, T. Ljungberg, P. Aldeheim, Ola Svensson             | 4:34   |

## OLA (Bonus Track Version)
Nel dicembre 2010 è stata pubblicata solo su distribuzione digitale una versione dell'album contenente 4 tracce aggiuntive.

### Tracce
| #   | Titolo                                                   | Testi e musica                                                     | Durata |
| --- | -------------------------------------------------------- | ------------------------------------------------------------------ | ------ |
| 1.  | "All Over the World"                                     | Alexander Kronlund, Tony Nilsson, Mirja Breitholtz, Ola Svensson   | 3:54   |
| 2.  | "Unstoppable"                                            | Alexander Kronlund, Hanif Sabzevari, Dimitri Stassos, Ola Svensson | 3:02   |
| 3.  | "Y.T.G"                                                  | Lukas Hilbert, Alexander Kronlund, Linda Sundblad, Ola Svensson    | 3:24   |
| 4.  | "Riot"                                                   | Tony Nilsson, Gavin Jones, Ola Svensson                            | 3:22   |
| 5.  | "Overdrive"                                              | Dimitri Stassos, Mikaela Stenström, Sharon Vaughn, Ola Svensson    | 3:39   |
| 6.  | "Beautiful Rain"                                         | Alexander Kronlund, Ola Svensson                                   | 3:50   |
| 7.  | "Busy doing nothing"                                     | T. Ljungberg, P. Aldeheim, Ola Svensson                            | 3:40   |
| 8.  | "Still Remember"                                         | Alexander Kronlund, Ali Payami, Ola Svensson                       | 3:45   |
| 9.  | "Let it hit you"                                         | Alexander Kronlund, Timothy Mc Kenzie, Ola Svensson                | 3:37   |
| 10. | "Twisted memories"                                       | Sharon Vaughn, T. Ljungberg, P. Aldeheim, Ola Svensson             | 4:34   |
| 11. | "Princess"                                               | Hanif Sabzevari, Peter Kvint, Alexander Kronlund, Ola Svensson     | 4:30   |
| 12. | "Unstoppable (The Return of Natalie) [Acoustic Version]" | Alexander Kronlund, Hanif Sabzevari, Dimitri Stassos, Ola Svensson | 4:53   |
| 13. | "All Over the World (Club Remix)"                        | Alexander Kronlund, Tony Nilsson, Mirja Breitholtz, Ola Svensson   | 6:06   |
| 14. | "All Over the World (Acoustic Version)"                  | Alexander Kronlund, Tony Nilsson, Mirja Breitholtz, Ola Svensson   | 3:18   |

## Posizione in classifica
| Classifica (2010)              | Posizione in classifica | Settimane TOT | Certificazioni |
| Classifica (2010)              | Posizione in classifica | Settimane TOT | Svezia         |
| ------------------------------ | ----------------------- | ------------- | -------------- |
| Classifica dei singoli svedesi | #3 (1 settimana)        | 7             | -              |